# Meleon
Meleon is een geslacht van spinnen uit de familie springspinnen (Salticidae).

## Soorten
De volgende soorten zijn bij het geslacht ingedeeld:
- Meleon guineensis (Berland & Millot, 1941)
- Meleon insulanus Logunov & Azarkina, 2008
- Meleon kenti (Lessert, 1925)
- Meleon madagascarensis (Wanless, 1978)
- Meleon raharizonina Logunov & Azarkina, 2008
- Meleon russata (Simon, 1900)
- Meleon solitaria (Lessert, 1927)
- Meleon tsaratanana Logunov & Azarkina, 2008